# 施內溫克爾峰

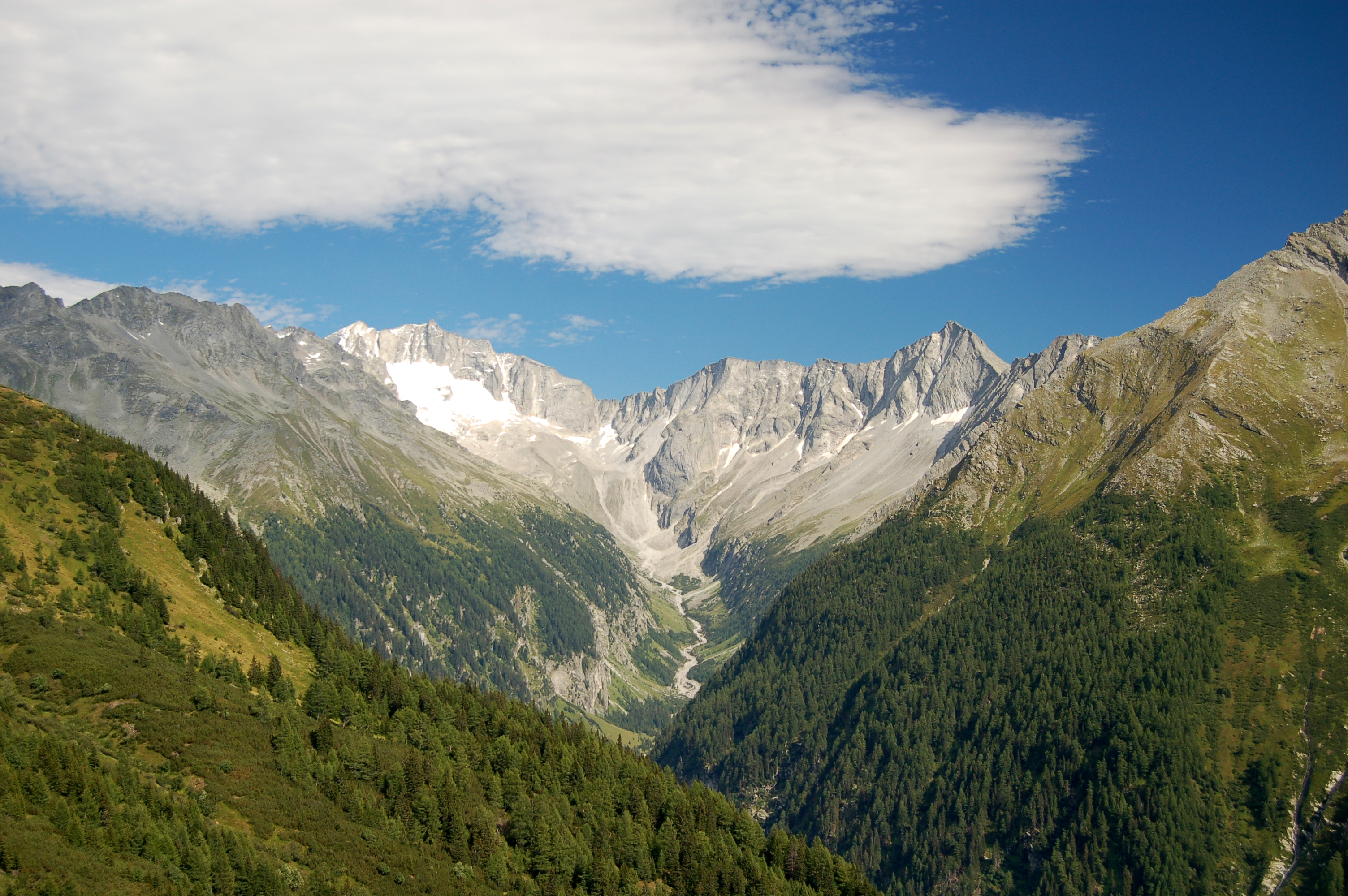

47°0′12″N 13°18′3″E / 47.00333°N 13.30083°E
施內溫克爾峰（德語：Schneewinkelspitze），是奧地利的山峰，位於該國南部，由克恩頓州負責管轄，屬於安科格爾山脈的一部分，距離索伊萊克山1.1公里，海拔高度3,016米，人類在1898年首次登頂。